# 薩米奧弗體育場

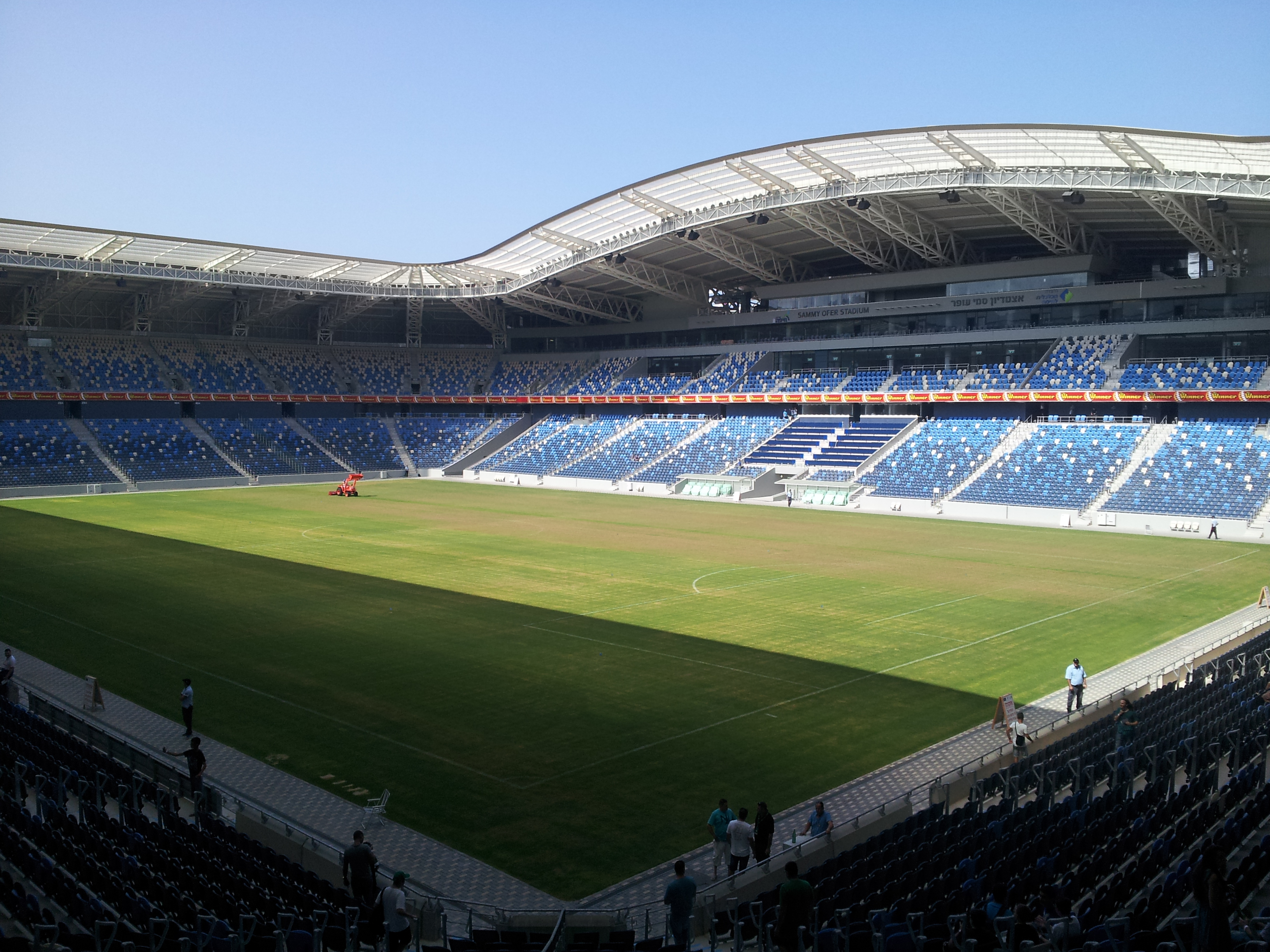

薩米奧弗體育場（希伯來語：‎），又稱海法市政體育場（האצטדיון העירוני חיפה‬），是以色列城市海法的一座多功能體育場，可容納30,942名觀眾。這座球場在2009年開始修建，2014年竣工，是海法馬卡比足球俱樂部和海法工人足球俱樂部的主場球場。

## 外部連結
- （希伯来文） Official website （页面存档备份，存于）
- （希伯来文） Municipality of Haifa （页面存档备份，存于）
- （希伯来文） Haifa Economic Corporation Ltd.
- （希伯来文） Official Plans （页面存档备份，存于）
- （希伯来文） KSS Group （页面存档备份，存于）
- （希伯来文） Sammy Ofer Stadium video （页面存档备份，存于）

32°46′59.2″N 34°57′54.6″E / 32.783111°N 34.965167°E